# Chance Beaubouef
Chance Beaubouef (5 de marzo de 1982) es un deportista estadounidense que compitió en tiro con arco, en la modalidad de arco compuesto. Ganó dos medallas de oro en el Campeonato Mundial de Tiro con Arco en Sala de 2009, en las pruebas individual y por equipo.

## Palmarés internacional
| Campeonato Mundial en Sala | Campeonato Mundial en Sala | Campeonato Mundial en Sala | Campeonato Mundial en Sala |
| Año                        | Lugar                      | Medalla                    | Prueba                     |
| -------------------------- | -------------------------- | -------------------------- | -------------------------- |
| 2009                       | Rzeszów (Polonia)          | Medalla de oro             | Individual                 |
| 2009                       | Rzeszów (Polonia)          | Medalla de oro             | Equipo                     |